# Dariusz Sułkowski
Dariusz Sułkowski (ur. 19 lipca 1961 w Lublinie) – polski poeta, polonista, wizytator, członek Związku Literatów Polskich.

## Życiorys
Absolwent Technikum Górniczego w Chorzowie, w 1984 w Oddziale Doskonalenia Nauczycieli w Lublinie ukończył studium pedagogiczne, zaś w 1989 uzyskał absolutorium z filozofii chrześcijańskiej na KUL-u. W 1999 roku obronił tytuł magistra filologii polskiej na UMCS w Lublinie, a w 2001 ukończył na KUL-u studia podyplomowe Zarządzanie oświatą w nowej strukturze edukacji narodowej. Był założycielem pierwszych zastępów Stowarzyszenia Harcerstwa Katolickiego na terenie Ziemi Chełmskiej. W latach 1999–2012 zorganizował pierwsze gimnazjum w Gminie Dubienka oraz przyczynił się do nadania szkole imienia Tadeusza Kościuszki. Należy do stowarzyszeń niosących pomoc Polonii: Wspólnota Polska i Miłośników Wołynia i Polesia. Od 2009 wizytator Kuratorium Oświaty w Lublinie. W latach 2011–2012 nauczał języka polskiego w Pietropawłowsku w Kazachstanie. Pracując jako wolontariusz-nauczyciel w Północno-Kazachstańskim Wojewódzkim Centrum Kultury Polskiej Kopernik pełnił (na zlecenie ambasady) jednocześnie funkcję nauczyciela metodyka, odwiedzając i wspomagając nauczycieli mieszkających w Kazachstanie. Czynnie uczestniczył w redagowaniu Głosu Polskiego (czasopisma polskiego wychodzącego w Kazachstanie), pisząc reportaże oraz felietony. Występował z referatami naukowymi na konferencjach krzewiących kulturę polską: Międzynarodowej Konferencji Naukowej w Astanie oraz Naukowo-Praktycznej Konferencji w Pietropawłowsku. Pomysłodawca, koordynator i realizator I Polonijnego Konkursu Poetyckiego na terenie Kazachstanu – Po tej samej stronie. Konkurs odbył się pod patronatem Centrum Języka i Kultury Polskiej UMCS w Lublinie.

## Twórczość
- Tomik poetycki pt. Kwiaty Nadziei,[2] Chełm: TAWA, 2007
- Almanach Poezji Religijnej A duch wieje kędy chce[3], Lublin: a.D , 2007
- Chełmska Grupa Literacka Lubelska 36 - Skok po szczęście[4], Chełm: TAWA, 2008
- Antologia poezji II Przestrzeń Prawdy, Lublin: Polihymnia, 2008
- Tomik poetycki pt. Dorzecza świadomości, Lublin-Chełm: Związek Literatów Polskich, 2009
- Jak ojczyźnie służyć- wiersze, Lublin, 2009
- Tomik poetycki pt. Sieć skrupułów[5], Lublin- Chełm: Związek Literatów Polskich, 2010
- Chełm w poezji- wiersze, Chełm 2011
- Tomik poetycki pt. Myślą dotykaj mnie delikatnie, Chełm: TAWA 2011
- Tomik poetycki pt. Płomienie pragnień[6], Lublin-Chełm: Związek Literatów Polskich, Chełmski Klub Literatów „Osnowa”, 2016
- Felietony, wywiady, poezje w: Głosie Polskim(Kazachstan), Egerii[7], Nestorze

## Nagrody i odznaczenia
- 1990- Nagroda Kuratora Oświaty
- 1993- Nagroda Dyrektora Szkoły
- 1996- Brązowy Krzyż Zasługi
- 2006- Nagroda Starosty
- 2014- Srebrny Krzyż Zasługi